# أندريه إف. ريتشارد
أندريه إف. ريتشارد هو شخصية أعمال وسياسي كندي، ولد في 16 ديسمبر 1906 في Sainte-Anne-de-Kent, New Brunswick ‏ في كندا، وتوفي في 13 مايو 1993 في Bouctouche ‏ في كندا. نشط حزبياً في الجمعية الليبرالية لنيو برونزويك ‏.